# 쩡즈차오
쩡즈차오(중국어: 曾之喬, 병음: Zēng Zhīqiáo, 한자음: 증지교, 영어: Joanne Tseng 조앤 쳉[*], 1988년 11월 17일 ~ )는 중화민국의 배우, 가수이다. 타이완 원주민인 타이야족(泰雅族) 출신이며, 금종상을 수상한 바 있다.